# Johann Hedwig
Johann Hedwig (n. 8 decembrie 1730, Brașov – d. 18 februarie 1799, Leipzig), și Johannes Hedwig sau latinizat ca Joannis Hedwig, a fost un profesor universitar, botanist, briolog, micolog, desenator de ilustrații botanice și medic transilvănean sas, cunoscut pentru studiile sale legate de mușchi, în special pentru observarea reproducerii sexuale a criptogamelor, fiind considerat fondatorul briologiei. Abrevierea numelui său în cărți științifice este Hedw..

## Familie
Johann a fost fiul lui Jakob Hedwig (d. 1746), comerciant de vin și consilier orășenesc, căsătorit cu Agnetha Galles. A avut un frate, Jakob. Savantul a fost căsătorit de două ori, prima dată cu Sophie (1738-1776), fiica profesorului de teologie precum pastor al renumitei Thomaskirche din Leipzig (biserica Sf. Toma unde a acționat Johann Sebastian Bach) Romanus Teller (1703-1750) și a Wilhelmine Sophie Schütz, apoi, din 1778, cu Clara Benedicta Sultzberger (1751-1826). A avut 15 copii, între ei (din prima căsătorie) pe Romanus Adolf (1772-1806), și el profesor de botanică la Leipzig, mort din cauza unei infecții cu Febra tifoidă abdominală la vârsta de numai 34 de ani și pe Hedwig, măritată cu profesorul de filologie clasică al universității din oraș Christian Daniel Beck (1757-1832). Nepotul lui Hedwig, Johann Ludwig Wilhelm Beck (1786-1869), a fost profesor de drept la Universitatea Albertus din Königsberg. Doar doi fii si două fiice din cele două căsătorii l-au supraviețuit.

## Biografie

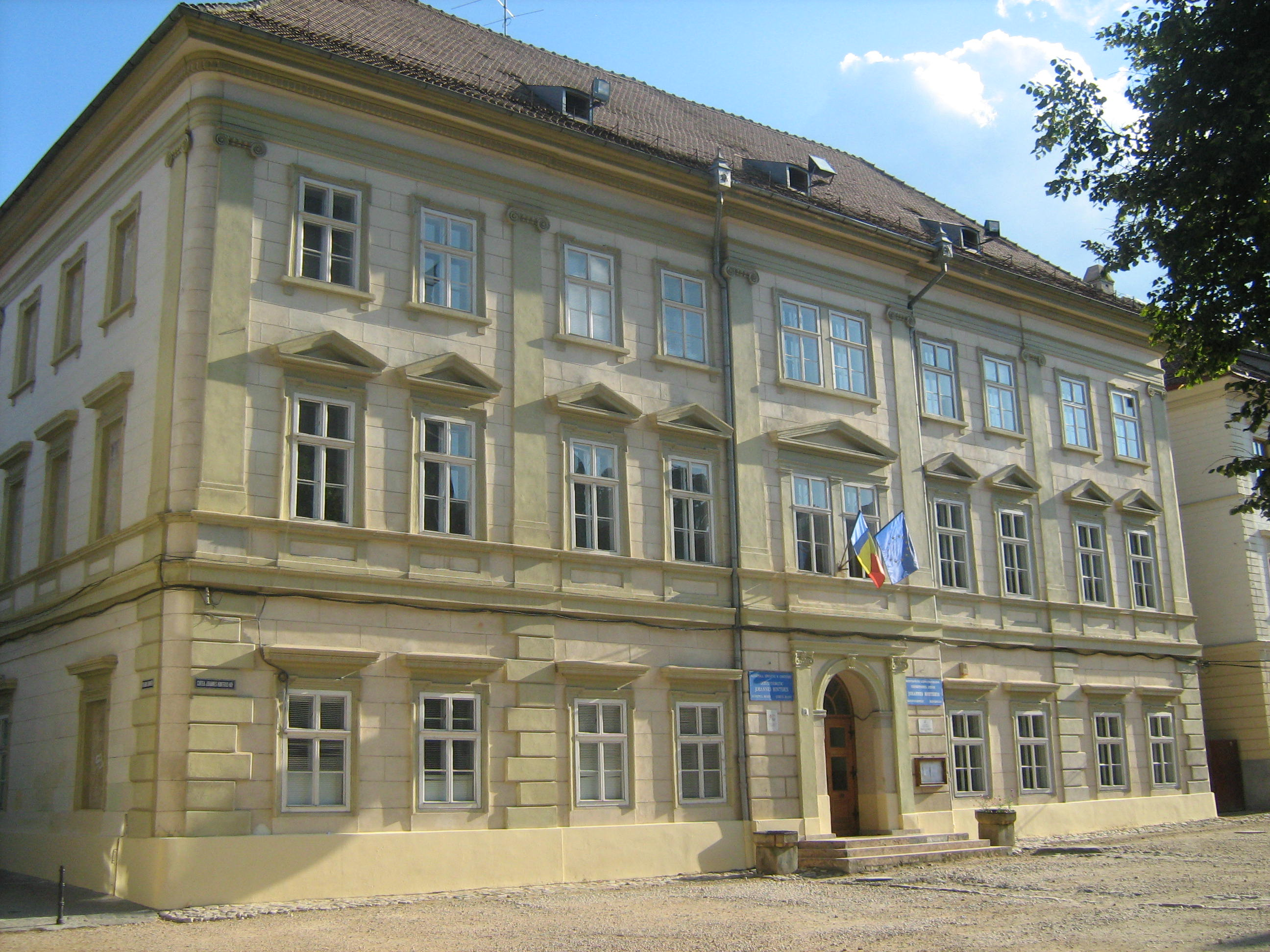
Liceul Johannes Honterus, Brașov

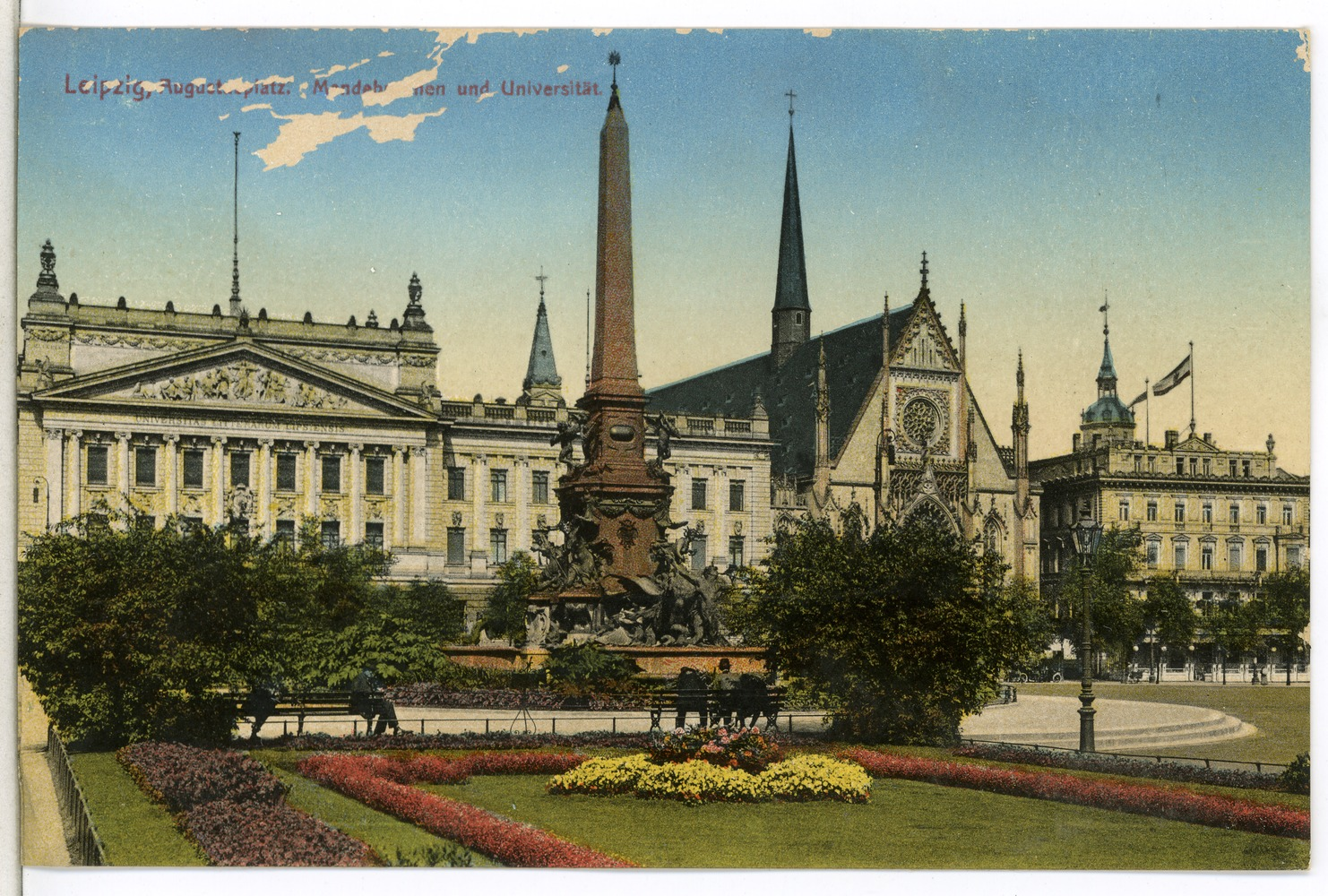
Universitatea din Leipzig

Hedwig a absolvit școala elementară și, a fost primit apoi elev la  Liceul Johannes Honterus din Brașov, pe care la urmat până la vârsta de 17 ani. La scurt timp după moartea tatălui l-a însoțit pe căpitanul  imperial Horváth la Viena, schimbând apoi pentru 2 ani la liceul din Preßburg, totul plătit de mama sa. În sfârșit, s-a mutat pentru studiile de primire într-o academie pentru 3 ani la Zittau. În 1752 s-a înscris la Universitatea din Leipzig, unde a studiat medicina. A primit bacalaureatul medicinal (pe atunci o diplomă de medic) în 1756 cu lucratea De calore ut causa sanitatis ad rationes chemica examinata, iar, la 18 mai 1759, a luat doctoratul cu teza Dissertatio inauguralis de emesi in febribus acutis. În tot timpul studiilor medicinale a urmărit cu mare plăcere și cursurile de botanică, susținut în primul rând de profesorul Ernst Gottlob Bose (1723-1788), din 1773 rectorul universității, care, de asemenea, l-a ajuta să obțină „Stipendiul Walther” când a avut nevoie de un sprijin financiar.

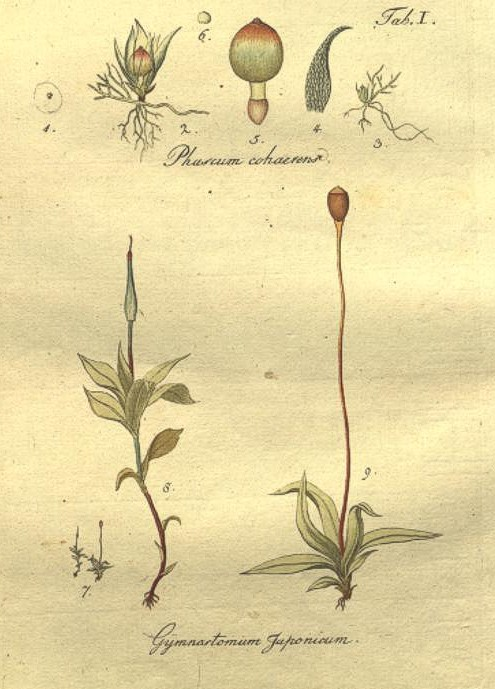
Species Muscorum Frondosorum: Gymnostomum japonicum

După terminarea studiilor, s-a întors la Brașov. Când a vrut să deschidă un cabinet medical acolo, magistratul i-a pus obstacole, deoarece acest lucru era permis, conform legii, numai celora care obținuseră un doctorat la Universitatea din Viena. De aceea s-a întors la Leipzig, unde a publicat un tratat popular în limba germană, privind utilizarea emeticelor la febrele acute, bazând de fapt pe disertația sa din 1759. La sfatul unuia dintre prietenii săi, unui negustor din Chemnitz, s-a stabilit în acest oraș ca medic, unde a practicat pentru următorii douăzeci de ani. Acolo, pe lângă practica sa neproductivă, s-a ocupat cu investigarea plantelor criptogamice, în special a mușchilor, fiind sprijinit prietenos de Johann Christian von Schreber (1739-1810), pe acest timp un cunoscut profesor universitar pentru botanică în Erlangen, cu care intrase în corespondență. În 1779, Hedwig a publicat rezultatele cercetărilor sale într-o lucrare privind instrumentele reale de fertilizare a mușchilor, o carte neînregistrată în cataloagele de cărți, care, cum se spune, a fi fost similară, poate chiar identică cu faimoasa sa lucrare din 1784 (vezi mai jos). În acest scop a făcut colectări dimineața, înainte de muncă și apoi studiind ceea ce adunase seara. A achiziționat, de asemenea, un microscop și și-a aranjat o mică bibliotecă. Întrucât desenul s-a dovedit indispensabil pentru el în studiile sale, a început să-l practice la vârsta de deja 40 de ani, atingând o astfel de perfecțiune în înfățișarea mușchilor, încât ilustrațiile sale pe acest subiect sunt considerate până astăzi ca fiind cele mai bune în acest domeniu.
În 1781, s-a mutat, la sfatul soției sale, la Leipzig, pentru a-și îmbunătăți situația financiară. Acolo, a reușit să obțină o ocupare în spitalul municipal. Numai un an mai târziu, Hedwig a publicat opera sa în două volume Fundamentum historiae naturalis muscorum frondosorum, cu care și-a făcut un renume în lumea botaniștilor. Dar și mai prestigioasă a fost Theoria generationis et fructificationis plantarum cryptogamarum Linnaei, St. Petersburg 1784, scrisă pe inițiativa  Academiei Ruse de Științe și dotată cuun premiu de 100 ducați aur. În această carte (în combinație cu publicările din 1779 și 1782) l-a corectat pe faimosul savant Carl Linné tatăl ecologiei moderne. După ce Hedwig l-a tare venerat, și-a lăsat mult timp, analizând acribic sub microscop (cu o mărire de până la 290x) și desenând organele genitale adevărate ale mușchilor, pre-germenul lor și reproducerea lor prin semințe, pentru care a creat termenul nou „spori”, valabil până în prezent (2020), observând și în mod direct germinarea sporilor și formarea protonemei. Linné, cunoscut drept „tatăl ecologiei moderne”, a revoluționat sistemele botanicii și a zoologiei, dar nu a fost astfel de succes în domeniul criptogamelor. Astfel Hedwig a dovedit că părțile mușchilor, pe care Linné le-a ținut „flori feminine” sunt într-adevăr anteridii, adică gametangiul masculin, iar părțile pe care l-ea văzut masculine, arhegonul, gametangiul feminin, anume capsulele semințelor=sporilor, ce a dus la o reformă totală a criptogamiei. A cercetat și în domeniul sporofiților (generația diploidă în cadrul schimbului nuclid de generație), făcând observații utile asupra algelor, ciupercilor, lichenilor și ferigilor. Astfel, de exemplu a fost primul care a detectat că ascele speciilor din încrengătura Ascomycota poartă 8 spori în fiecare ască, denumindu-le Octospora, de exemplu Octospora bulbosa.
Datorită succeselor sale medicinale obținute la spitalul municipal, a fost numit profesor titular de medicină la Universitatea din Leipzig. După ce electorul Frederic Augustus al III-lea a fost un susținător și interesat înfocat al botanicii, l-a numit pe Hedwig, imediat după ce scaunul de botanică a devenit liber, și profesor titular de botanică în 1787 (după unii 1789), iar din 1789 director al grădinii botanice Leipzig. La sfatul savatului, electorul Saxoniei a amenajat bogata grădină botanică la Palatul Pillnitz⁠(de)[traduceți], azi parte a capitalei Dresda. În plus, din 1791, a mai întreținut funcția de medic șef al spitalului Thomasspital.
În 1793, a fost din nou primul care a dovedit stomatele în fanerogame și le-a recunoscut funcția drept „deschideri de evaporare”, a căror deschidere și închidere le-a observat. Opiniile corecte despre funcția  bulbilor de ceapă și a cotiledoanelor dovedesc, de asemenea, ochiul său pentru procesele fiziologice.
De asemenea, interesul său pentru problemele economice este documentat în cele 2 volume Sammlung seiner zerstreuten Abhandlungen und Beobachtungen über botanisch-ökonomische Gegenstände din 1793 și 1797, printre altele, în lucrările sale despre iernarea cerealelor, boala lipitorului la oi, cauzele făinării prin mană și irigarea pajiștilor cu apă de izvor.
Lucrarea sa de căpătâi, Species Muscorum Frondosorum a fost publicată postum, în 1801. Acesta descrie toate speciile de mușchi cunoscute pe atunci, și este punctul de pornire pentru nomenclatura tuturor mușchilor.
În sfârșit mai trebuie menționat că a fost și traducător a mai multor cărți științifice importante ca de exemplu:
-  Dr. Christian Gottlieb Ludwig: Einleitung in die Pathologie, Erlangen 1777 (din limba latină)
-  Karl Bonnet: Werke der natürlichen Geschichte und Philosophie, 4 volume,  Leipzig 1783-1785 (din limba franceză)
În domeniul botanicii, lucrările lui Johann Hedwig, anume descoperirile sale la ferigi, licheni și mușchi, despre capsulele lor de semințe și metoda de fertilizare, au fost epocale, iar clasificarea sa, pe care a derivat-o din forma și poziția caracteristică a instrumentelor de fertilizare, a fost nouă. Astfel briologul Samuel Elisée Bridel-Brideri (1761-1828)  a început încă în timpul vieții savantului publicarea cărții Muscologia recentiorum muscorum frondosorum cognitorum ad normam Hedwigii. Marele om de stiință a combinat o rară forță de muncă și perseverență cu o memorie excelentă, a lucrat neobosit în domeniul care i-a datorat descoperiri esențiale pentru timpul său, fiind rupt din ambițiile sale brusc prin moartea sa la vârstă de doar 68 de ani din cauza unei meningite declanșată în urma unei infecții cu tifos.
Referințe pentru biografie:

## Onoruri
- Fellow of the Royal Society (1788)[9]
- Membru extern al Academiei Regale Suedeze de Științe (1790)[10]
- Membru al Academiei Leopoldine, (1792) [11]
- Familia de mușchi Hedwigiaceae cu 5 genuri Schimp. (1856), genurile de mușchi Hedwigia P.Beauv. (1804) cu cel puțin 8 specii (H. czernyadjevae, H. ciliata, H. detonsa, H. emodica, H. filiformis, H. integrifolia, H. nemorensis, H. nivalis, H. stellata)[12][13] și Hedwigidium  Bruch & Schimp. (1846) cu o specie (Hedwigidium imberbe).[14]
- Jurnalul științific Hedwigia, fondat de renumitul botanist prusac Gottlob Ludwig Rabenhorst (1806-1881) în 1852,[15] în prezent (din 1979) Nova Hedwigia, un jurnal internațional care publică articole originale, revizuite de către experți, cu privire la problemele actuale de taxonomie, morfologie, ultrastructură și ecologie a tuturor grupurilor de plante criptogamice, inclusiv cyanofite/cyanobacterii și ciuperci.[16]
- Hedwig Medal („Medalia Hedwig”), conferită din 1983 de International Association of Bryologists (IAB) la oameni de știință pentru contribuții extraordinare în domeniul briologiei.[17]

## Publicații (selecție)

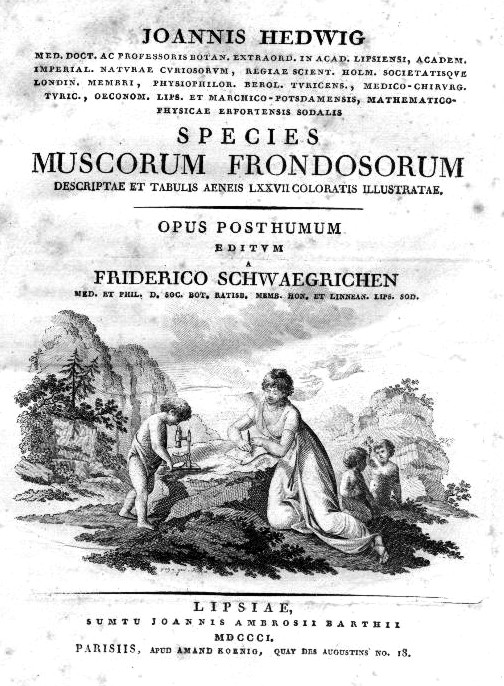
Species Muscorum Frondosorum

- Epistola de praecipitantiae in addiscenda medicina noxis, Leipzig, 1755
- De calore ut causa sanitatis ad rationes chemica examinata Leipzig, 1756, teză de baclaureat medicinal
- Dissertatio inauguralis de emesi in febribus acutis"", Leipzig 1759, teză de doctorat
- Fundamentum historiae naturalis muscorum frondosorum, 2 volume, Editura Siegfried Lebrecht Crusius, Leipzig 1782 ambele volume, cu 20 calcografii
- Theoria generationis et fructificationis plantarum cryptogamarum, Editura Academiae Imperii Scientiarum St. Petersburg 1784, reeditată în 1798 la Leipzig, Editura  ex officina Breitkopfio – Haerteliana , cu 37 calcografii (la reeditare: 42 calcografii)
- Stirpe cryptomanicae: Descriptio et adumbratio microscopico-analytica muscorum frondosorum nec non aliorum vegetantium e classe cryptogamica Linnaei novorum dubiisque vexatorum, 4 volume, Editura I. G. Müller, Leipzig 1787-1797, cu fiecare 40 de calcografii mari vol. 1-2
- Sammlung seiner zerstreuten Abhandlungen und Beobachtungen über botanisch-ökonomische Gegenstände, vol. 1, Editura Siegfried Lebrecht Crusius, Leipzig 1793
- Sammlung seiner zerstreuten Abhandlungen und Beobachtungen über botanisch-ökonomische Gegenstände, vol. 2, Editura Siegfried Lebrecht Crusius, Leipzig 1797
- Belehrung, die Pflanzen zu trocknen und zu ordnen, sie frisch nach dem Linné zu untersuchen und ein System ausfindig zu machen; für junge Botaniker, Gotha 1797
- Filicum genera et species 4 vol.., Editura Schaefer, Leipzig 1799-1803
- Christian Friedrich Schwägrichen (ed.): Ioannis Hedwig Species muscorum frondosorum 1 volum și 4 suplemente, Editura Johann Ambrosius Barth, Leipzig 1801-1842 Species muscorum frondosorum volumul principal